# Ново-Александровская улица
Но́во-Алекса́ндровская улица — улица в Невском районе Санкт-Петербурга. Проходит от проспекта Обуховской Обороны до улицы Бабушкина.

## История
Название Ново-Александровская улица в Александровском участке Петербурга известно с 1896 года. Топонимы восходят к расположенному в этом же участке селу Александровскому, которое получило своё название от имени генерал-прокурора князя Александра Алексеевича Вяземского, владевшего этим селом в XVIII веке.
Улица выходит на Мариупольскую площадь через арку дома № 64 по улице Бабушкина.

## Достопримечательности
- Сад Печатников
- Историко-краеведческий музей «Невская Застава» (дом-музей В. А. Шелгунова) (дом 23)
- Детский сад № 69 (дом 28)
- Детский сад № 141 (дом 32)
- Центральная районная библиотека им. Л. Соболева. Невская ЦБС

## Транспорт
Ближайшая к улице станция метро  «Пролетарская» Невско-Василеостровской линии расположена через проспект Обуховской обороны. По самой улице движение общественного транспорта не осуществляется.